# Momiji manju
Momiji manjū (もみじ饅頭) é um tipo de manjū, tipicamente recheado com pasta de feijão e enformado para parecer uma folha de bordo-japonês. O doce é típico de Itsukushima, uma ilha na prefeitura de Hiroshima, e costuma ser vendido nas ruas da região.

## Preparação
A massa do doce é similar ao da castella, sendo feita com farinha de trigo, ovos, açúcar e mel. A pasta doce de feijão é embrulhada com a massa, colocada em formas com o formato de folhas de bordo e então assada.

## Versões
Existem variações do manju com recheio de chocolate, queijo, chá verde, castanhas e creme, entre outros sabores; também pode-se encontrar versões do doce com cobertura de chocolate.
O momiji manju simples pode ser comido na temperatura ambiente, colocado na geladeira para ser comido como sorvete, frito ou grelhado, cada versão tendo uma textura diferente.